# 이준구 (경제학자)
이준구(李俊求, 1949년~)는 대한민국의 경제학자이자, 서울대학교 사회과학대학 경제학부 명예교수이다.
경제학부 전공과목으로 경제학원론과 미시 경제 이론, 재정학을 주로 담당하고 있으며, 특히 그의 전공 저서인 《미시경제학》은 관련 분야의 베스트셀러이자 스테디셀러이다. 사진 촬영과 테니스가 취미인 그는, 자신의 저서에 담긴 대부분의 사진삽화를 스스로 찍기도 했다. 그의 경제학 원론 강의는 학생들에게 명강의로 선정되어 한동안 서울대학교 홈페이지에 사진이 게시되기도 하였다.

## 학력
- 서울대학교 경제학 학사
- 프린스턴 대학교 경제학 석사
- 프린스턴 대학교 경제학 박사

## 경력
- 1975년 Bank Of America 근무
- 1980년 9월 ~ 1984년 2월 뉴욕 주립 대학교 올버니(SUNY Albany) 경제학과 교수
- 1984년 3월 ~ 2015년 2월 27일 서울대학교 사회과학대학 경제학부 교수
- 1990년 ~ 1991년 하와이대학교 마노아캠퍼스 경제학과 초빙 부교수
- 1999년 한국재정학회 제15대 회장
- 2017년 9월 ~ 2019년 9월 서울대학교 이사

## 저서
- 《미시경제학》법문사, 2008년 7월 ISBN 9788918101286
- 《경제학 원론》법문사, 2010년 2월 ISBN 9788918103310
- 《쿠오바디스 한국 경제》푸른 숲 2009년 4월 ISBN 9788971848111
- 《36.5℃ 인간의 경제학》랜덤하우스코리아 2009년 5월 ISBN 9788925533568
- 《미시경제학 연습문제 해답집》법문사 2008년 8월 ISBN 9788918101293
- 《경제학 들어가기》법문사 2007년 2월 ISBN 9788918103099
- 《경제학원론 연습문제와 해답》법문사 2005년 4월 ISBN 891810510X
- 《재정학》다산출판사 2004년 8월 ISBN 8971102691
- 《경제학 들어가기 연습문제와 해답》법문사 2007년 4월 ISBN 9788918103129
- 《새 열린경제학》다산출판사 2001년 3월 ISBN 8971101725
- 《미시경제학 해답집 및 수학노트》

## 참조
1. ↑  이준구 교수 "MB 대운하 포기 선언, 전혀 반갑지 않다" 《프레시안》, 2009년 6월 30일 작성
2. ↑  《경제학원론》, 제3판, 이준구,이창용 저, 2005, 법문사